# Inessa (bướm nhảy)
Inessa là một chi bướm ngày thuộc họ Bướm nâu.